# Zabreznica
Zabreznica je naselje u slovenskoj Općini Žirovnici. Zabreznica se nalazi u pokrajini Gorenjskoj i statističkoj regiji Gorenjskoj. 

## Stanovništvo
Prema popisu stanovništva iz 2002. godine naselje je imalo 469 stanovnika.